# غيل أرمسترونغ
غيل أرمسترونغ (بالإنجليزية: Gail Armstrong)‏ هي رسامة توضيحية بريطانية، ولدت في 1966 في شفيلد في المملكة المتحدة.